# Ernst Neumann-Neander
Ernst Neumann-Neander (n. 3 septembrie 1871, Kassel, Germania – d. 3 noiembrie 1954, Düren, Renania de Nord-Westfalia, RFG) a fost un artist și inventator german.